# Reverse split
Een reverse stock split is het samenvoegen van aandelen, het is het tegenovergestelde van een aandelensplitsing (een stock split). Door een reverse stock split wordt het volume van de uitstaande aandelen kleiner en daardoor de prijs per aandeel hoger. 
Bij een split van 1 op 5 bij een totaal van 1.000.000 uitstaande aandelen, zal het nieuwe volume 200.000 aandelen bedragen. De totale waarde van alle aandelen zal echter niet stijgen. De reverse split wordt door bedrijven toegepast wanneer zij van mening zijn dat de huidige koers te laag is voor beleggers om normaal in te kunnen handelen. 
In 2007 nam Euronext Amsterdam maatregelen om aandelen met een koers onder de euro te verwijderen. Het beursbedrijf vindt dat de centenfondsen kenmerken vertonen van speculatie omdat zij – procentueel – grote koersuitslagen kunnen vertonen. Bedrijven met een lage beurskoers wordt gevraagd een omgekeerde aandelensplitsing uit te voeren. Bij weigering worden de bedrijven een veilingfonds. Bij een veilingfonds kan er twee keer per dag op gezette tijden gehandeld worden in het aandeel waardoor grote koersuitslagen worden beperkt.
Enkele Nederlandse voorbeelden:
- Getronics heeft deze strategie toegepast op 29 juni 2005.
- AND heeft na de herstart t.g.v. surseance van betaling een reverse split van 500:1 toegepast, waardoor de nominale waarde van €0,01 werd gebracht op €5,00.
- Ahold heeft in 2007 een reverse split van 5:4 toegepast in combinatie met een kapitaalteruggave, zodanig dat de operatie in principe neutraal uitwerkte op de koers.
- Heijmans heeft in 2009 een reverse split van 10:1 toegepast.
- Pharming heeft in 2013 besloten 10 aandelen Pharming samen te voegen tot één nieuw aandeel.
- Imtech heeft in 2014 besloten om na een emissie van 60 miljard aandelen een reverse split toe te passen van 500:1, waardoor de nominale waarde van €0,01 wordt gebracht op €5,00.